# Collin Wilcox
Collin Wilcox (* 4. Februar 1935 in Cincinnati, Ohio; † 14. Oktober 2009 in Highlands, North Carolina) war eine US-amerikanische Schauspielerin, die besonders in den 1960er Jahren durch ihre Darstellung der Mayella Ewell in dem Film Wer die Nachtigall stört (1962) sowie durch ihre Nebenrollen in den Fernsehserien Die Unbestechlichen, Twilight Zone, Preston & Preston und Rauchende Colts bekannt wurde. Sie trat ebenfalls als Collin Wilcox-Horne und Collin Wilcox-Paxton in Erscheinung.

## Leben
Collin Wilcox sammelte ihre ersten Bühnenerfahrungen als Kind am Highlands Community Theater, eine örtliche Theatergesellschaft in Highlands, die ihre Eltern in den 1930er Jahren mitbegründeten. Nach der Schulausbildung studierte sie an der University of Tennessee sowie später Schauspiel an der Goodman School of Drama in Chicago sowie beim The Actors Studio in New York City. In Chicago trat sie auch bei den Compass Players, einer Improvisationstheatergruppe auf, die auch Vorläuferin der Theatertruppe The Second City war.
Sie gab ihr eigentliches Debüt am Broadway 1958 in dem Theaterstück The Day the Money Stopped, einem Drama von Maxwell Anderson und Brendan Gill. Obwohl das Stück nach nur vier Vorstellungen abgesetzt wurde, gewann sie für die Rolle der Ellen Wells den von der Actors' Equity Association verliehenen Clarence Derwent Award als erfolgversprechendste Schauspielerin am Broadway.
Im Fernsehen erreichte sie 1958 breite Aufmerksamkeit, als sie in der Livesendung von The Member of the Wedding auftrat, einer Umsetzung von Carson McCullers gleichnamigen Bühnenstück aus dem Jahr 1951 unter der Regie von Robert Mulligan, dem späteren Regisseur von Wer die Nachtigall stört. Um die dortige Rolle der Frankie, der vorpubertären Heldin des Stücks, zu erhalten, erschien die damals über Zwanzigjährige beim Casting mit geschorenem Haar, die Brüste mit Geschirrtüchern umwickelt und mit Iod aufgetragenen Sommersprossen im Gesicht.
Ihre bekannteste Filmrolle war die der Mayella Ewell, einer jungen weißen Frau, die fälschlicherweise einen Afroamerikaner (dargestellt von Brock Peters) der Vergewaltigung in Wer die Nachtigall stört beschuldigt, der 1962 entstandenen filmischen Adaption von Harper Lees Roman Wer die Nachtigall stört aus dem Jahr 1960. Die darin enthaltene Darstellung ihrer tränenreichen Zeugenaussage beim Kreuzverhör durch den von Gregory Peck dargestellten und mit dem Oscar als bester Hauptdarsteller ausgezeichneten Strafverteidiger Atticus Finch gehört zu den bemerkenswertesten Szenen des Films.
Zu ihren auch heute noch wiederholten Fernsehauftritten gehörte auch die erstmals 1964 ausgestrahlte Folge Number 12 Looks Just Like You aus der Fernsehserie The Twilight Zone. Darin spielte sie eine unscheinbare 19-jährige Frau in einer Zukunftsgesellschaft, die einer rituellen „Transformations-Prozedur“ widersteht, die sie körperlich schönmacht, wobei sie zwischen mehreren Modellen auswählen kann, und ihr ein längeres Leben gewährt.
Collin Wilcox, die dreimal verheiratet war, hatte außerdem Gastrollen in Fernsehserien wie Dr. Kildare, Auf der Flucht, Der Chef, Die Waltons und Unsere kleine Farm. Des Weiteren spielte sie Nebenrollen in den Kinofilmen Catch-22 – Der böse Trick (1970), Der weiße Hai 2 (1978), Marie (1985) sowie dem von der CBS produzierten Fernsehfilm Die Geschichte der Jane Pittman (1974).

## Filmografie (Auswahl)
- 1953: Twice Upon a Time
- 1959: Alfred Hitchcock präsentiert (Alfred Hitchcock Presents, Fernsehserie, eine Folge)
- 1962: Chicago 1930 (The Untouchables, Fernsehserie, zwei Folgen)
- 1962: Wer die Nachtigall stört (To Kill a Mockingbird)
- 1962–1965: Preston & Preston (The Defenders, Fernsehserie, vier Folgen)
- 1963: Temple Houston (Fernsehserie, eine Folge)
- 1964: Unglaubliche Geschichten (Twilight Zone, Fernsehserie, eine Folge)
- 1964, 1965: Alfred Hitchcock zeigt (The Alfred Hitchcock Hour, Fernsehserie, zwei Folgen)
- 1965, 1966: Auf der Flucht (The Fugitive, Fernsehserie, zwei Folgen)
- 1966, 1967: FBI (The F.B.I., Fernsehserie, zwei Folgen)
- 1967: Die Leute von der Shiloh Ranch (The Virginian, Fernsehserie, eine Folge)
- 1968: Das Rasthaus der teuflischen Schwestern (The Name of the Game Is Kill)
- 1968: The Sound of Anger (Fernsehfilm)
- 1970: Catch-22
- 1970: The Revolutionary
- 1970: 100 Dollar mehr, wenn’s ein Junge wird (The Baby Maker)
- 1971: Ass auf Rädern (Jump)
- 1972: Der Chef (Ironside, Fernsehserie, eine Folge)
- 1972: Die Waltons (The Waltons, Fernsehserie, eine Folge)
- 1972: Rauchende Colts (Gunsmoke, Fernsehserie, eine Folge)
- 1972, 1974: Cannon (Fernsehserie, zwei Folgen)
- 1973: Owen Marshall – Strafverteidiger (Owen Marshall: Counselor at Law, Fernsehserie, eine Folge)
- 1973: Die Straßen von San Francisco (The Streets of San Francisco, Fernsehserie, eine Folge)
- 1973: The Man Who Could Talk to Kids (Fernsehfilm)
- 1974: Die Geschichte der Jane Pittman (The Autobiography of Miss Jane Pittman, Fernsehfilm)
- 1974: A Cry in the Wilderness (Fernsehfilm)
- 1974: Columbo: Geld, Macht und Muskeln (An Exercise in Fatality, Fernsehreihe)
- 1975: Am Abgrund des Todes (The Lives of Jenny Dolan, Fernsehfilm)
- 1976: Abenteuer der Landstraße (Movin’ On, Fernsehserie, eine Folge)
- 1977: Quincy (Quincy, M. E., Fernsehserie, eine Folge)
- 1977: September 30, 1955
- 1977: Unsere kleine Farm (Little House on the Prairie, Fernsehserie, eine Folge)
- 1978: Der weiße Hai 2 (Jaws 2)
- 1979: Under This Sky (Fernsehfilm)
- 1985: Marie – Eine wahre Geschichte (Marie)
- 1987: Langer Abschied (Foxfire, Fernsehfilm)
- 1991: Wilde Alice (Wildflower, Fernsehfilm)
- 1993: The Portrait (Fernsehfilm)
- 1994: Christy (Fernsehfilm)
- 1994–1995: Christy (Fernsehserie, fünf Folgen)
- 1995: Der Giftmörder (Death in Small Doses, Fernsehfilm)
- 1995: Fluke
- 1995: Weg der Träume (The Journey of August King)
- 1996: Süße 17, tödliches Biest (Twisted Desire, Fernsehfilm)
- 1996: Crying Child – Schrei aus dem Jenseits (The Crying Child, Fernsehfilm)
- 1997: Mitternacht im Garten von Gut und Böse (Midnight in the Garden of Good and Evil)
- 1998: Virus X – Die tödliche Falle (Carriers, Fernsehfilm)
- 2003: A Touch of Fate